# Sukananti (Rambang Kuang)
Sukananti is een bestuurslaag in het regentschap Ogan Ilir van de provincie Zuid-Sumatra, Indonesië. Sukananti telt 562 inwoners (volkstelling 2010).